# Andrija Radulović (football)
Pour les articles homonymes, voir Radulović.
Ne doit pas être confondu avec Andrija Radulović.
Andrija Radulović (en serbe : Андрија Радуловић), né le 3 juillet 2002 à Kotor, est un footballeur serbo-monténégrin qui évolue au poste d'attaquant à l'Étoile rouge de Belgrade.

## Biographie

### En club
Lors de la saison 2019-2020, avec son club formateur, il joue trois matchs, en étant impliqué dans deux buts. Il participe ainsi activement au 31e titre de l'étoile,,.
Continuant à s'affirmer dans le championnat serbe la saison suivante, il joue également en Ligue Europa avec le club de la capitale serbe.

### En sélection
D'abort présent dans les équipes de jeune du Montenegro, Radulović rejoint l'équipe de Serbie des moins de 17 ans, où il délivre une passe décisive contre la Roumanie, en octobre 2018, lors d'un match nul (2-2) qui rentre dans le cadre des éliminatoires du championnat d'Europe des moins de 17 ans 2019.

## Palmarès
| Étoile rouge de Belgrade - Super liga (2) : - Champion en 2019-20 et 2020-21 |